# Sedro-Woolley (Washington)
Sedro-Woolley je grad u američkoj saveznoj državi Washington. Prema popisu stanovništva iz 2010. u njemu je živjelo 10.540 stanovnika.